# Jean Pisani-Ferry
Pour les articles homonymes, voir Pisani.
Jean Pisani-Ferry, né le 28 juillet 1951 à Boulogne-Billancourt (Hauts-de-Seine), est un économiste français.
Il est professeur émérite de politique économique à l'Institut d'études politiques de Paris, senior fellow à Bruegel à Bruxelles et non-resident senior fellow au Peterson Institute à Washington. Il est président de I4CE.   
Il tient des chroniques mensuelles dans Le Monde, Project Syndicate et Terra Nova. 
Il a été commissaire général de France Stratégie, le Commissariat général à la stratégie et à la prospective du 1er mai 2013 au 11 janvier 2017. 
Il est directeur du pôle programme et idées d'Emmanuel Macron lors de la campagne présidentielle de 2017. 

## Biographie

### Jeunesse et études
Jean Pisani-Ferry est le fils d'Edgard Pisani (préfet puis ministre de l'agriculture jusqu'en 1966, membre du Club de Rome) et de Fresnette Ferry, sa deuxième épouse. Il est ainsi par sa mère le petit-fils d'Abel Ferry, neveu de Jules Ferry, et en conséquence l'arrière-petit-neveu de ce dernier.
Jean Pisani-Ferry est diplômé de l'École supérieure d'électricité en 1973 et est titulaire d'un DEA de mathématiques (1974) de l'université Paris V. Il suit également une formation en économie au Centre d'études des programmes économiques (CEPE) de 1974 à 1977.

### Parcours professionnel
Il a été directeur du Centre d'études prospectives et d'informations internationales entre 1992 et 1997.  
Il est ensuite conseiller économique de Dominique Strauss-Kahn et de Christian Sautter au ministère de l'Économie, des Finances et de l'Industrie. 
En 2001, il est nommé président délégué du Conseil d'analyse économique. Au niveau européen, il est expert pour la Commission européenne et le FMI. 
De janvier 2005 à avril 2013, il est fondateur et directeur du think tank pro-européen Bruegel.  
Il se présente le 31 janvier 2013 comme candidat à la direction de Sciences Po Paris, mais le poste échoit finalement à Frédéric Mion.
Il est, durant deux mois (mars-avril 2013), membre du Haut Conseil des finances publiques.
Il est nommé commissaire général à la stratégie et à la prospective de France Stratégie le 1er mai 2013.
Le 25 juillet 2013, Jean Pisani-Ferry est nommé président du comité de suivi du crédit d'impôt pour la compétitivité et l'emploi par le gouvernement,.
Le 11 janvier 2017, il donne sa démission de France Stratégie pour rejoindre l'équipe de campagne d'Emmanuel Macron, qu'il côtoie au sein du think tank « En temps réel ». Il en devient le directeur du programme. Il est l'un des principaux inspirateurs de la réforme du droit du travail promise par Emmanuel Macron lors de sa campagne.
Début juillet 2017, il est nommé coordinateur d'un « grand plan d’investissement de 50 milliards d’euros dans les domaines de la transition écologique, du développement, des compétences, de la santé, des transports, de l’agriculture et de la modernisation de l’État », une des principales mesures du programme d’En marche.
En 2023, il remet à la Première ministre Elisabeth Borne, un rapport sur les incidences économiques de l'action pour le climat. 
Il est aussi membre du Cercle des économistes, membre (juillet 2006) du conseil d'administration du think tank Notre Europe fondé par Jacques Delors en 1996, Il est membre du Conseil d'orientation du think tank En temps réel. 
Il a enseigné à l'École polytechnique, l'Université libre de Bruxelles, à l'école Centrale, il a été professeur associé à l’Université Paris-Dauphine, professeur d'économie et de politiques publiques à l'Hertie School à Berlinet Président du Jury d'économie à l'ENA. Il a été titulaire de la chaire Tommaso Padoa-Schioppa à l' Institut Universitaire Européen. 
Il a été membre du CAE, président de l'association française de science économique (AFSE), président de la fondation Supélec entre 2005 et 2011. Il a également été actionnaire et membre du comité de rédaction de la revue Alternatives Economiques.Il a été également membre du conseil scientifique de la fondation Jean-Jaurès, proche du Parti socialiste. Il a été membre du Conseil de Surveillance du Groupe Caisse des dépôts. 

## Prises de position

### Positions politiques et économiques
Présenté comme le « plus Bruxellois des économistes de gauche », Jean Pisani-Ferry est rangé parmi les partisans du social-libéralisme dans la continuité de Dominique Strauss-Kahn,.
Il est l'un des artisans de la candidature de Dominique Strauss-Kahn à la présidentielle de 2012 et contribue aux programmes de Lionel Jospin en 2002 et de François Hollande en 2012.
Très proche d'Emmanuel Macron, il signe cependant en janvier 2018 une lettre ouverte au président de la République, très critique sur la politique migratoire du gouvernement, et l'appelle six mois plus tard à revoir sa politique « déséquilibrée » et « indifférente à la question sociale », dans une note cosignée avec Philippe Aghion et Philippe Martin. Premier choix d'Emmanuel Macron pour occuper le poste de Haut-commissaire à la réforme des retraites — finalement attribué à Jean-Paul Delevoye —, il décline la proposition car plutôt que d'être rattaché au Ministère des Solidarités et de la Santé, il souhaite dépendre du Premier ministre, considérant que « le sujet est interministériel ».
Il est l'instigateur de plusieurs mesures phares proposées par Emmanuel Macron : parmi celles-ci, le transfert d'une partie du revenu des retraités vers les salariés par le biais d'une augmentation de la CSG devant être compensée pour la plupart des salariés par une suppression des cotisations chômage et maladie.

## Décorations
- Officier de la Légion d'honneur (2023)[31], Chevalier (2007)
- Officier de l'ordre national du Mérite (2013)

## Ouvrages
- L'Épreuve américaine : Les États-Unis et le libéralisme, Syros, collection « Alternatives économiques », 1988  (ISBN 2-86738-317-X)
- La Bonne aventure : Le plein emploi, le marché, la gauche, La Découverte, collection « Cahiers libres », 2001, Prix du livre d'économie  (ISBN 978-2-7071-3507-0)
- Avec Olivier Blanchard et Charles Wyplosz, L'Europe déclassée, Flammarion, 2005  (ISBN 2-08-210503-2)
- Le Réveil des démons : La Crise de l'euro et comment nous en sortir, Fayard, 2011  (ISBN 9782213668222)
- Avec Selma Mahfouz : À qui la faute ?, Fayard, 2016  (ISBN 9782213701691 et 9782213703350)
- Avec Fabrice Lenglart : 2017-2027 - Enjeux pour une décennie, La Documentation française, 2016  (ISBN 978-2111451957)